# Рокетмен
„Рокетмен“ (на английски: Rocketman) е биографична музикална драма от 2019 г., за живота и музиката на музиканта Елтън Джон. Режисиран е от Декстър Флечър и по сценарий на Лий Хол, участват Тарън Еджъртън като Елтън Джон, Джейми Бел като Бърни Топин, Ричард Мадън като Джон Рийд, и Брайс Далас Хауърд като Шийла Айлийн, майката на Джон.

## Актьорски състав
| Актьор             | Роля                 |
| ------------------ | -------------------- |
| Тарън Еджъртън     | Елтън Джон           |
| Джейми Бел         | Бърни Топин          |
| Ричард Мадън       | Джон Рийд            |
| Брайс Далас Хауърд | Шийла Дуайт          |
| Джема Джоунс       | Айви, баба на Елтън  |
| Стивън Греъм       | Дик Джеймс           |
| Стивън Макинтош    | Стенли Дуайт         |
| Тейт Донован       | Дъг Уестън           |
| Чарли Роу          | Рей Уилямс           |
| Том Бенет          | Фред, гадже на Шийла |

## В България
В България филмът е пуснат по кината на 31 май 2019 г. от „Форум Филм България“.
На 10 април 2021 г. е излъчен по Кино Нова с български дублаж. Екипът се състои от:
| Озвучаващи артисти  | Даниела Йорданова Таня Димитрова Вилма Карталска Константин Лунгов Илиян Пенев Росен Плосков |
| Преводач            | Илияна Велчева                                                                               |
| Тонрежисьор         | Стефан Дучев                                                                                 |
| Режисьор на дублажа | Димитър Кръстев                                                                              |